# Jean Turco (homme politique)
Ne doit pas être confondu avec Jean Turco.
Jean Turco, né le 19 décembre 1917 à Villejuif (Seine), est un homme politique français.

## Biographie
Il effectue son service militaire à partir de 1938 et est encore sous les drapeaux au moment de la déclaration  de guerre. Durant la campagne de France,  il sert au 46e GRDI ( Groupe de Reconnaissance de Division d'Infanterie). Fait prisonnier, il tente de s’évader deux fois, mais ne retrouvera sa liberté qu'à la fin de la guerre.
De 1958 à 1986, il est suppléant d'Hubert Germain à l'Assemblée nationale dans la 14e circonscription de Paris, il le remplace par deux fois lorsque celui-ci est nommé dans les différents gouvernements de Pierre Messmer.
En tant que doyen des anciens députés français, alors âgé de 106 ans, il est choisi par la présidente de l'Assemblée nationale Yaël Braun-Pivet pour assurer le relais de la flamme olympique au sein de l'hémicycle, en amont des Jeux olympiques de Paris le 14 juillet 2024.